# Veliki Lipovec (Samobor)
Veliki Lipovec is een plaats in de gemeente Samobor in de Kroatische provincie Zagreb. De plaats telt 99 inwoners (2001).